# La sombra de la ley
La sombra de la ley es un thriller español de 2018 dirigido por Dani de la Torre y escrito por Patxi Amezcua. La película se estrenó el 31 de octubre de 2018 en Netflix.

## Sinopsis
En Barcelona, año 1921, hay tensión entre policías y anarquistas. Un agente de la policía encubierto intenta descubrir quién ha robado las armas militares que podrían llevar a la guerra civil por infiltrar a la mafia local.

## Reparto
- Luis Tosar como Aníbal Uriarte un policía[5] (el vasco)
- Michelle Jenner como Sara Ortíz.
- Vicente Romero Sánchez como Rediú.
- Manolo Solo como el Barón.
- Paco Tous como Salvador Ortíz.
- Adriana Torrebejano como Lola.
- Pep Tosar como el comisario.
- William Miller como García Serrano.
- José Manuel Poga como ‘Mallorquín’
- Paula del Río como Elisa.
- Jaime Lorente como León.
- Ernesto Alterio como El Tísico.
- Fernando Cayo como el ministro.
- Laura Núñez como "niña".
- Fredi Leis como Beltrán ‘El niño’
- Federico Pérez como el ferretero
- Miguel Canalejo como periodista
- Alejandro Martinez como Bigoton

## Premios
33.ª edición de los Premios Goya
- Mejor fotografía
- Mejor dirección artística
- Mejor diseño de vestuario